# Forests d'aiguamoll amb torba de Malàisia peninsular
L'ecoregió de Boscos d'aiguamoll amb torba de Malàisia peninsular representa una separació de l'ecoregió dels boscos pluvials de la Malàisia peninsular i del sud de Tailàndia. (L'ecoregió dels boscos pluvials de Malàisia peninsular [IM0146] representa la gran extensió de les selves tropicals de fulla ampla de les terres baixes que s'estenen al sud de la línia Kangar-Pattani fins a Singapur.) Basat en el sistema de classificació zonal de clima de Köppen, aquesta ecoregió es troba dins de la zona de clima humit tropical (National Geographic Society 1999).
Els boscos de torba de Malàisia peninsular tenen característiques edàfiques i vegetatives similars a les de Sumatra i Borneo. El sòl és infèrtil i abundant en matèria orgànica (Driessen 1978). Els dipòsits de torba que es troben darrere dels manglars són d'origen recent. Es formen quan els rius desguassen a la vora interior d'un manglar i atrapen els sediments dins del seu embull d'arrels. A mesura que es construeixen aquestes zones, inunden amb menys freqüència. Els dipòsits de torba poden allargar-se entre 50 cm i 20 m (Driessen 1977; Morley 1981). Com que els pantans de torba no es drenen per causa de les inundacions, són àcids (el pH normalment és inferior a 4) i deficients en nutrients. En comparació amb altres ecoregions forestals plujoses, els boscos de torba no són tan rics en espècies i tenen menys espècies endèmiques (UICN 1991).

## Característiques de la biodiversitat
El bosc de pantans d'aigua dolça, la fauna és molt més diversa que la fauna dels boscos de pantà de torba, sent més semblant als boscos tropicals de terra baixa. Moltes de les espècies característiques dels boscos tropicals de terra baixa també es troben aquí. En aquesta ecoregió es troben cinc grans mamífers en perill d'extinció: el tigre (Panthera tigris), l'elefant asiàtic (Elephas maximus), el rinoceront de Sumatra (Dicerorhinus sumatrensis), el tapir asiàtic (Tapirus indicus) i pantera nebulosa (Pardofelis nebulosa).

## Flora
Els dipterocarps, inclosa Shorea albida, són els arbres dominants, mentre que les figueres, més estranyes (Ficus spp.) Són habituals a les vores dels boscos pantanosos. El Pandà (Pandanus amaryllifolius) i la palmera de cera de segellat (Cyrtostachys lakka) són plantes comunes al sotabosc. Aquestes i altres plantes proporcionen una font d'aliment per a una sèrie d'animals, incloses les aus.

## Estat actual
Més de la meitat d'aquesta petita ecoregió ha estat netejada o degradada. La major part de l'hàbitat restant es troba al llarg de la costa oriental de la Malàisia peninsular. L'ecoregió no rep cap protecció formal. Aquests boscos no van escapar dels incendis forestals perversos que van assaltar a Malàisia i Indonèsia el període de 1997 a 1998.

## Tipus i severitat de les amenaces
Aquests boscos estan amenaçats amb la tala, la mineria d'estanys i l'aprofitament per a l'agricultura, com ara arròs, cautxú, coco i palma d'oli. Els boscos de pantans costaners continuen sent netejats per al desenvolupament i el drenatge de les terres veïnes pot reduir el nivell freàtic. Fins fa poc, l'extracció d'aigua era una activitat sense llicència; s'ha cridat l'atenció sobre aquest problema per l'ús de l'aigua per a l'aqüicultura de l'anguila a Pahang. La combinació de pertorbacions, baixada del nivell freàtic i activitats circumdants ha augmentat els riscos d'incendi; A 1997-1998 es van cremar zones significatives properes a la costa de Pahang.